# 257084 Joanalcover
257084 Joanalcover este o planetă minoră (asteroid) din centura de asteroizi. A fost descoperită pe 5 aprilie 2008 la  de Observatorul Astronomic din Mallorca⁠(d). 
Obiectul prezintă o orbită caracterizată de o semiaxă mare de 3,0304073235944 UAi, o excentricitate de 0,060495143192931, o înclinație de 8,8639332645424 ° în raport cu ecliptica.